# Franz Kessler (Musiker, 1914)
Franz Kessler, auch Franz Keßler (* 30. April 1914 in Neuß im Rheinland; † 8. März 2007) war ein deutscher Musikwissenschaftler, Organist und Hochschullehrer.

## Leben
Franz Kessler war der Sohn von Katharina Kessler, geborene Seulberger, und des 1933 gestorbenen Eisenbahninspektors Karl Kessler. Er war evangelisch, besuchte seit 1920 die Volksschule und kam 1923 auf die Städtische Oberrealschule in Neuss; von 1925 bis 1934 besuchte er die Oberrealschule (heute: Leibnizschule) in Wiesbaden. Im Wintersemester 1934/1935 begann er ein Studium der Kirchenmusik, Musikwissenschaft und Liturgie an der Staatlich akademischen Hochschule für Musik in Berlin-Charlottenburg. Am 27. Februar 1937 bestand er die Staatliche Prüfung für Organisten und Chordirigenten in Berlin.
Von 1937 bis 1945 war er als Organist und Chorleiter an der Marienkirche in Danzig angestellt, von 1941 bis 1945 leistete er Kriegsdienst. Am 1. September 1945 wurde er Kantor und Organist an der Lutherkirche in Wiesbaden, wo er bis 1959 tätig war. Er begann zum Wintersemester 1946/1947 ein Studium der Musikwissenschaften, der Germanistik und der Liturgik an der Universität Mainz, wo er bis 1949 studierte. Von 1948 bis 1950 war er gleichzeitig als Musiklehrer am Staatlichen Institut für Musikpflege sowie von 1950  bis 1958 am Peter-Cornelius-Konservatorium in Mainz tätig.
Am 25. August 1950 wurde er zum Dr. phil. an der Universität Mainz promoviert. Er erhielt am 3. Januar 1952 auch einen Lehrauftrag für Kirchenmusik an der Universität Mainz und wurde ab 1. Oktober 1952 Beauftragter des Amtes für Kirchenmusik der Evangelischen Kirche in Hessen-Nassau, und seit dem 5. November 1958 erhielt er auch den Lehrauftrag am Pädagogischen Institut Darmstadt.
Die Universität Erlangen ernannte Franz Kessler am 1. November 1959 zum Universitätsmusikdirektor und gleichzeitig, als Nachfolger von Georg Kempff, zum Vorstand des Instituts für Kirchenmusik und ebenfalls in Erlangen zum Organisten an der Neustädter Universitätskirche sowie zum Leiter des Akademischen Chors. Er wurde zudem mit der Errichtung des Akademischen Orchesters, dem späteren Collegium Musicum, bzw. Universitätsorchester Erlangen beauftragt. Er hielt an der Universität Vorlesungen und Übungen zu Theologie und Kirchenmusik; 1971 wurde er Akademischer Direktor. Unter seiner Ägide wurden weitreichende, mit Drittmitteln geförderte Forschungsprojekte zur Danziger Musik begonnen, ein Orchester gegründet und die Ausbildung zum C-Kirchenmusiker möglich. Für viele Studierende prägend wurden die durch Franz Kesslers persönliche Verbindungen möglich gewordenen Konzertreisen nach Polen, die zu einer Zeit stattfanden, als auf politischer Ebene gerade erste Schritte zur Aussöhnung mit den Nachbarländern im Osten unternommen wurden. Nachdem er am 1. Mai 1979 in den Ruhestand gegangen war, blieb er noch bis 1. April Universitätsmusikdirektor.
Seit 1983 war er leitender Mitarbeiter am Institut für Ostdeutsche Musik in Bergisch Gladbach. Er initiierte und moderierte fast 20 Jahr lang die „Musikalische Abendgesellschaft“ auf musikwissenschaftlicher Basis in Bad Godesberg. Die „Barock-Konzerte Alt-Danziger Musik“ wurden in Zusammenarbeit mit Archimandrit Irenäus Wolfgang Totzke auch in München und Hamburg durchgeführt; mehrfach wurden auch öffentliche Konzerte im Bad Godesberger Spiegelsaal des Museums für Kunst und Gewerbe aufgeführt.
Franz Kessler war seit 1944 mit Ilsetraut Kessler (geborene von Zelewski) verheiratet, gemeinsam hatten sie drei Kinder (Matthias, Christoph und Maria-Barbara).

## Ehrungen und Auszeichnungen
- 1985: Kulturpreis der Stadt Danzig, für seine Forschungen auf dem Gebiet der Danziger Musikkultur
- 2001:  St. Adalbert- und Fürst Msciwój II-Medaille des Rates der Stadt Danzig. Höchste Auszeichnung der Stadt, in „Anerkennung seiner Verdienste für die Stadt Danzig und insbesondere den Einsatz für das Popularisieren der Danziger Musik“.
- 2002: Ehrenmitglied der Danziger Musikakademie

## Werke (Auswahl)
- (Hrsg.): Heinrich Schütz: Zwölf geistliche Gesänge 1657. Breitkopf & Härtel, Wiesbaden 1956.
- Merkmale des Distlerschen Orgelstils, dargestellt an seinen kleinen Orgelchoralbearbeitungen. In: Musik und Kirche, Jg. 34 (1964), S. 171–178.
- (Hrsg.): Crato Bütner: Fürwahr, er trug unsere Krankheit Kantate für Baß, 2 Violinen und Generalbaß. Hänssler, Stuttgart-Hohenheim 1966.
- Die evangelische Kirchenmusik in Danzig zur Zeit Johann Sebastian Bachs. 1969.
- Danziger Kirchen-Musik: Vokalwerke des 16. bis 18. Jahrhunderts. Hänssler, Stuttgart-Hohenheim 1973.
- (Hrsg.): Thomas Strutius: O hilf, Christe, Gottes Sohn: für 5stg. Chor SSATB u. Orgel. Hänssler, Stuttgart-Hohenheim 1973.
- (Hrsg.): Paul Siefert: Singet ein neues Lied dem Herren: für vierstimmigen Chor SSAM und Orgel. Hänssler, Stuttgart-Hohenheim 1973.
- Professionelle Musik des 17. und 18. Jahrhunderts in Gdansk. 1975.
- Danziger Instrumentalmusik des 17. und 18. Jahrhunderts. Hänssler, Stuttgart-Hohenheim 1979.
- Franz Kessler: Programme, Plakate und Besprechungen aus seiner Zeit in Erlangen als Universitätsmusikdirektor 1959–1979. Erlangen 1980.
- Überblick der erhaltenen Orgelmusik in Danzig von den Anfängen bis in unsere Zeit. Kulturwerk Danzig, Düsseldorf 1985.
- mit Lothar Hoffmann-Erbrecht, Peter Brömse, Werner Schwarz, Helmut Scheunchen: Die Musik der Deutschen im Osten Mitteleuropas. Laumann-Verlag, Dülmen 1986–1989.
- (Hrsg.): Johann Balthasar Christian Freißlich: Acht Choralsätze für vier Singstimmen und Instrumente. Laumann, Dülmen 1987.
- Danziger Orgel-Musik des 16. bis 18. Jahrhunderts. Hänssler, Stuttgart-Hohenheim 1988.
- mit Werner Schwarz, Helmut Scheunchen: Musikgeschichte Pommerns, Westpreußens, Ostpreußens und der baltischen Lande. Dülmen 1990.
- Die Musik im Königlichen Preußen. Inst. Nordostdt. Kulturwerk, Lüneburg 1994.
- (Hrsg.): Kaspar Förster: Trio sonate G-Dur für 2 Violinen, Viola da Gamba (Violoncello) und Generalbaß. Gerig, Köln 1984.
- Danziger Gesangbücher 1586–1793. Institut Nordostdeutsches Kulturwerk, Lüneburg 1998.
- Christliche Religionsgesänge: ein Danziger Gesangbuch aus der Zeit der Aufklärung. N. G. Elwert Verlag, Marburg 2001.
- Das Danziger Kapellmeisteramt. 2001.